# Оттава Фьюри (женский футбольный клуб)
«Отта́ва Фью́ри» (англ. Ottawa Fury) — бывший канадский женский футбольный клуб, представлявший Оттаву в W-League. Чемпион W-League 2012 года. Домашние матчи клуб проводил на футбольном стадионе Алгонкин-колледжа.

## История
Женская команда «Оттава Фьюри» выступала в женской полупрофессиональной лиге W-League — одной из наиболее престижных лиг женского футбола в Северной Америке — с сезона 2000 года. В первые три сезона клуб, владельцем и тренером которого был Энди Нера, только один раз сумел пробиться в плей-офф лиги. По окончании сезона 2002 года клуб приобрёл предприниматель Джон Пью. С 2003 по 2010 года команда семь раз выигрывала дивизион Великих Озёр (англ. Great Lakes Division). В 2003—2006 годах клуб, тренером которого стал Фрэнк Лофранко, четыре раза подряд доходил до Финала четырёх W-League, причём в 2005 и 2006 годах играл в финале, проиграв соответственно командам из Нью-Джерси и Ванкувера. В 2009 году клуб под руководством тренера Крейга Смита в пятый раз за свою историю вышел в Финал четырёх, а в 2011 году, возглавляемый Домиником Оливери (бывшем помощником тренера при двух предыдущих главных тренерах), в третий раз дошёл до финала. Это произошло после сезона, за который команда выиграла 12 матчей, не проиграв и не сведя вничью ни одного. Первое и последнее поражение в сезоне оттавчанки потерпели в финале лиги от команды из Атланты. Наконец, в 2012 году оттавский клуб с четвёртой попытки стал чемпионом W-League.
Женская команда «Оттава Фьюри» поднималась в мировом рейтинге до седьмого места. За неё выступали 16 игроков женской сборной Канады по футболу; в составе сборной в 2010 году было три игрока из Оттавы, в 2006 году пять, а в сборной, выступавшей на Олимпиаде 2012 года, шесть игроков, включая автора победного гола в матче за третье место Диану Матесон, на том или ином этапе своей карьеры выступали за оттавский клуб. Всего за «Фьюри» в разные годы сыграли 45 игроков национальной и молодёжных сборных Канады. Помимо этого, в разные годы в Оттаве играли члены национальных и молодёжных сборных Новой Зеландии, Австралии, Великобритании, Норвегии, США, Турции, Германии, Франции и Ирландии.
После того, как мужская команда «Оттава Фьюри» в 2014 году присоединилась к Североамериканской футбольной лиге, владельцы клуба в декабре того же года объявили о роспуске женской команды по финансовым соображениям.